# Парк имени Октябрьской революции (Ростов-на-Дону)
Парк имени Октябрьской революции — один из парков Ростова-на-Дону. Находится в центре города рядом с Театральной площадью, является одним из популярных мест для отдыха.

## История и деятельность
Был основан как парковая зона в 1926 году между городами Ростов-на-Дону и Нахичевань-на-Дону. Дальнейшее развитие получил в 1928 году, когда Нахичевань была присоединена к Ростову.

Памятник Петру и Февронии

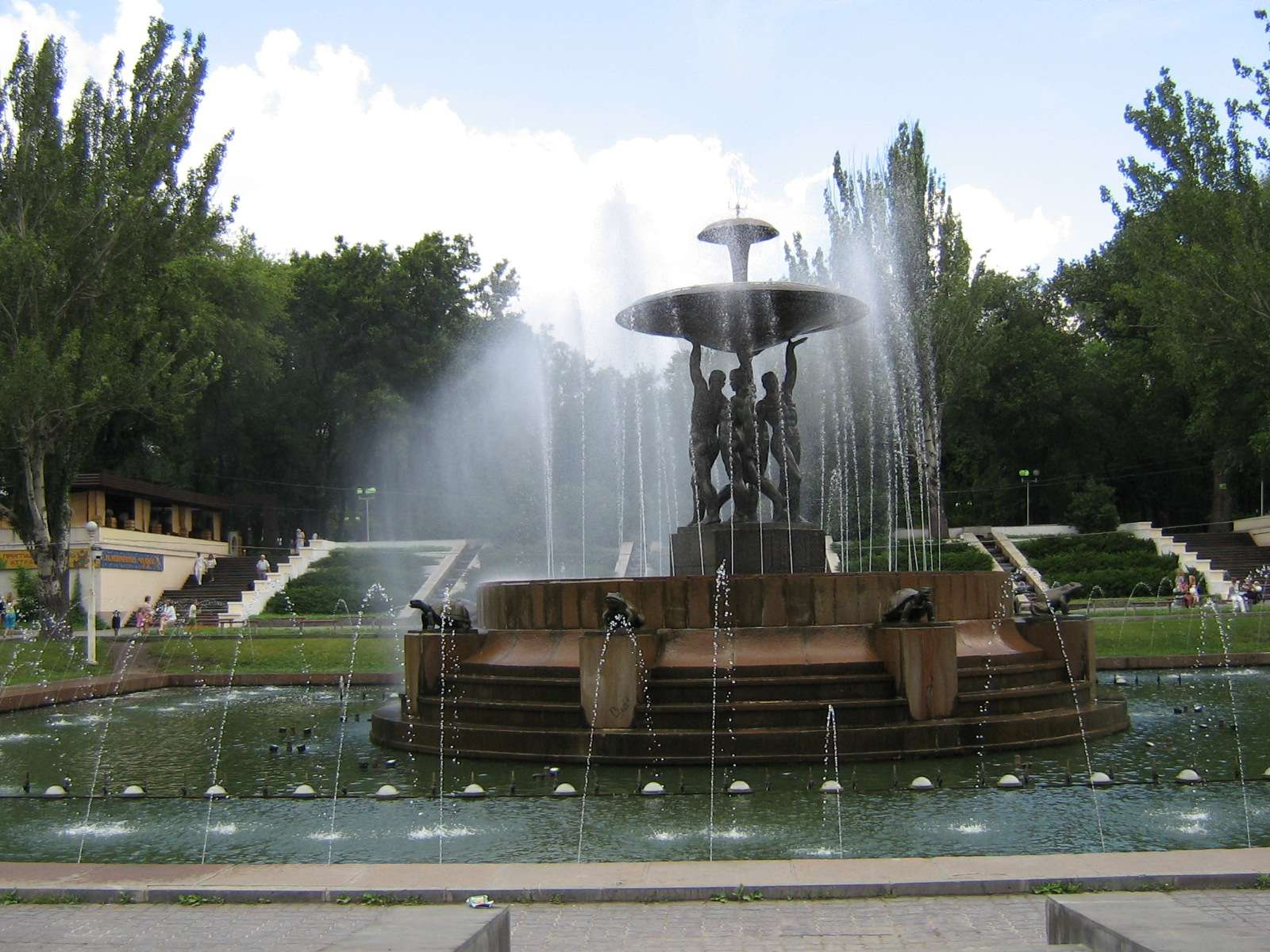
Фонтан «Атланты»

Стал любимым местом отдыха ростовчан в 1970-х годах. В парке созданы отличные условия для занятий спортом, оборудованы аттракционы, имеются детские площадки, кафе и сувенирные киоски. В парковой зоне среди обилия зелени находятся пешеходные дорожки. Имеются специализированные спортивные площадки — поле для мини-футбола, каток «Ледоград», площадка для пейнтбола и трасса верёвочного городка. Площадь парка составляет почти 17 гектаров.
В парке находятся скульптурные композиции, среди которых выделяются «Скамья примирения» и памятник Петру и Февронии; также имеется Мемориальный Знак 56-й армии и Аллея Славы. Ещё одним примечательным местом парка Октябрьской революции является искусственное озеро, где можно увидеть водоплавающих птиц, а также вольеры для фламинго и павлинов.
Нынешний вид парк получил в начале 2000-х годов, когда состоялись масштабные работы по его расширению и облагораживанию. В 2002 году на его территории открылся городок аттракционов «Шум-Гам Ленд», оснащенный самым современным оборудованием. В 2016 году в парке открылось третье по величине в России колесо обозрения «Одно небо» высотой 65 метров, на котором установлены 30 кабинок с системами кондиционирования в летний период и отопления зимой. Сеанс катания на аттракционе в среднем занимает около 12 минут.
В праздничные дни здесь проходят различные торжества, культурные мероприятия и массовые народные гулянья. Ежегодно парк посещают 1,5 млн человек. Рядом с парком, на Театральной площади, находится фонтан «Атланты», автором которого является Е. В. Вучетич.

Фотогалерея
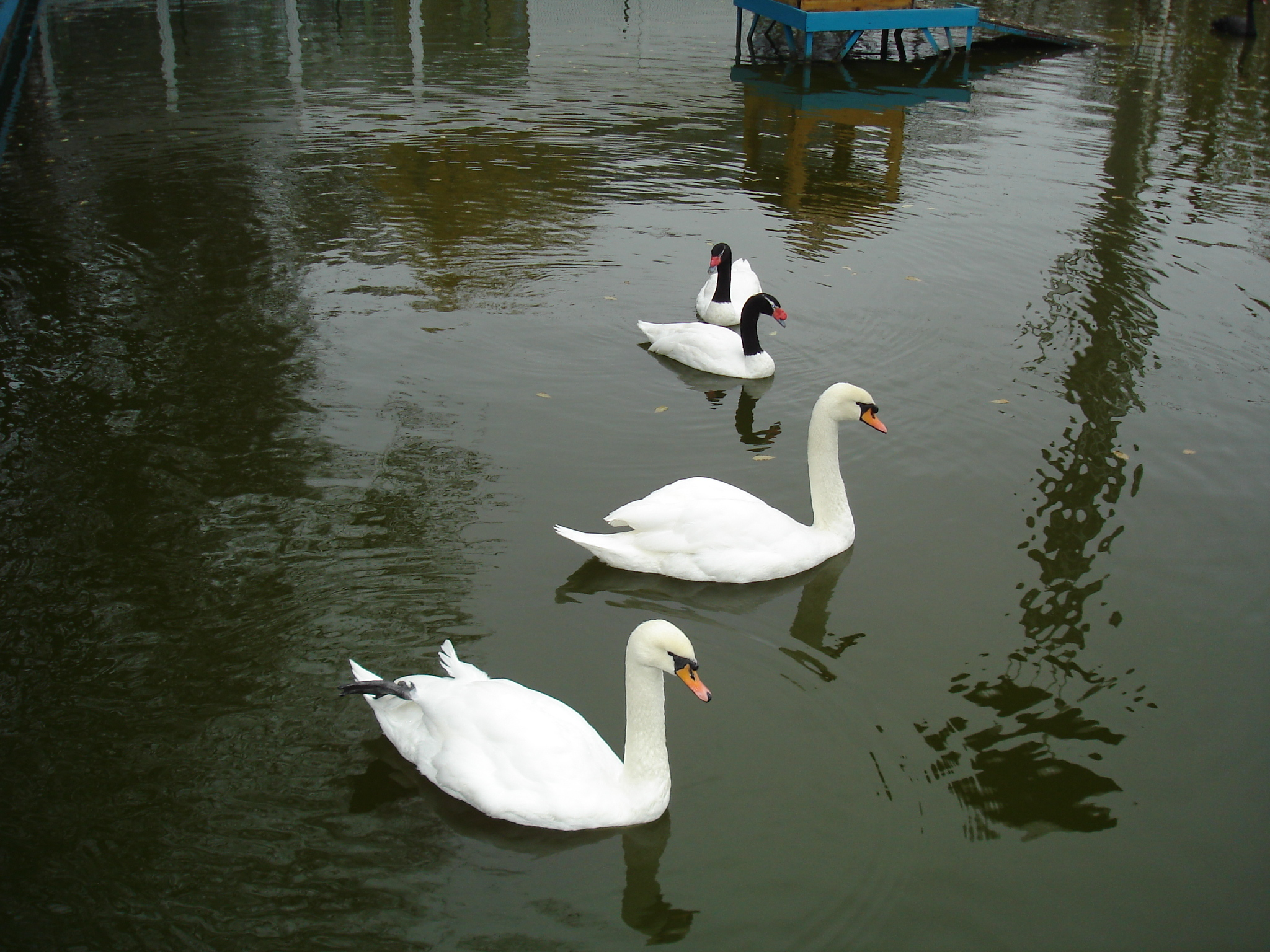
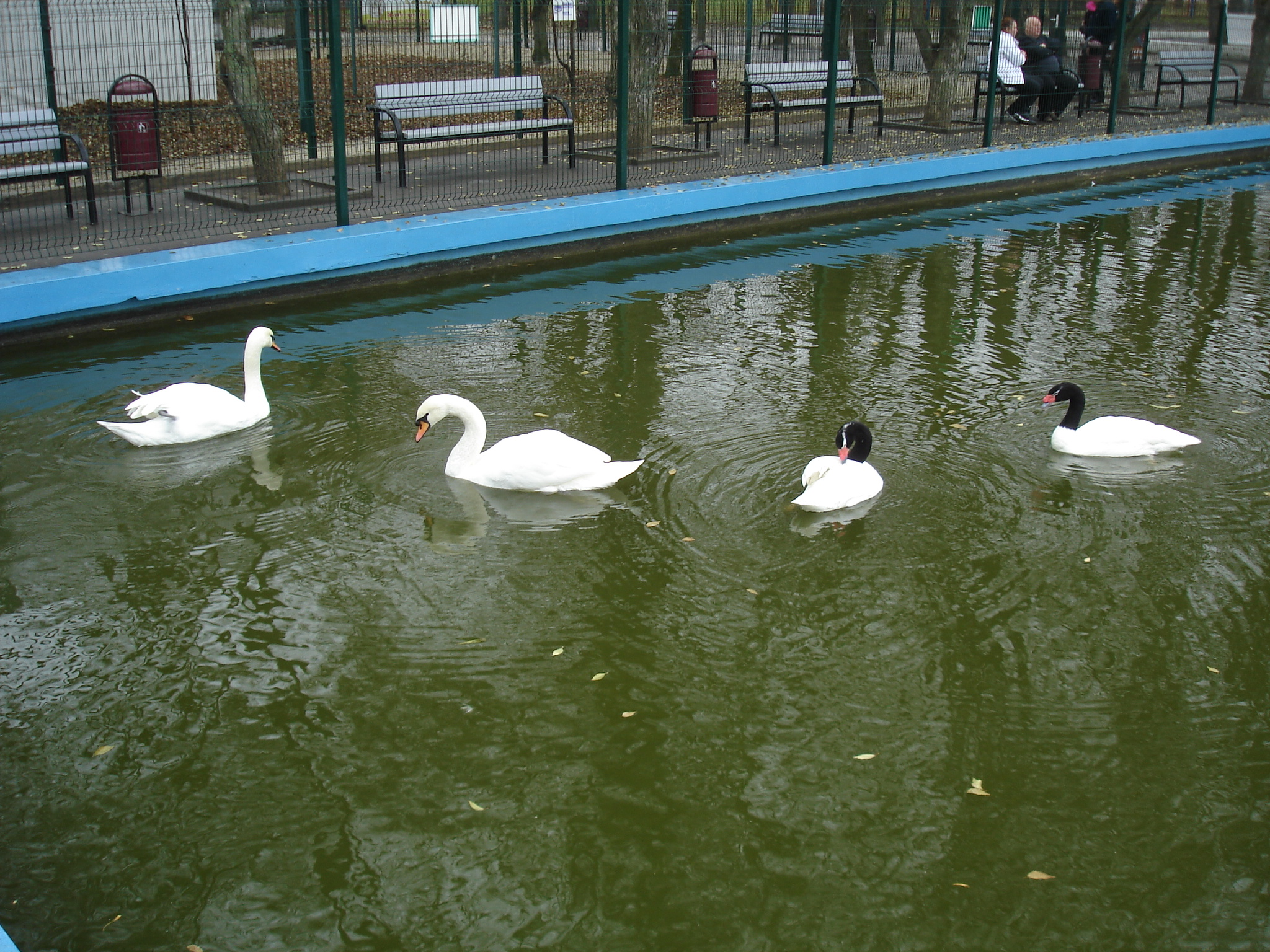
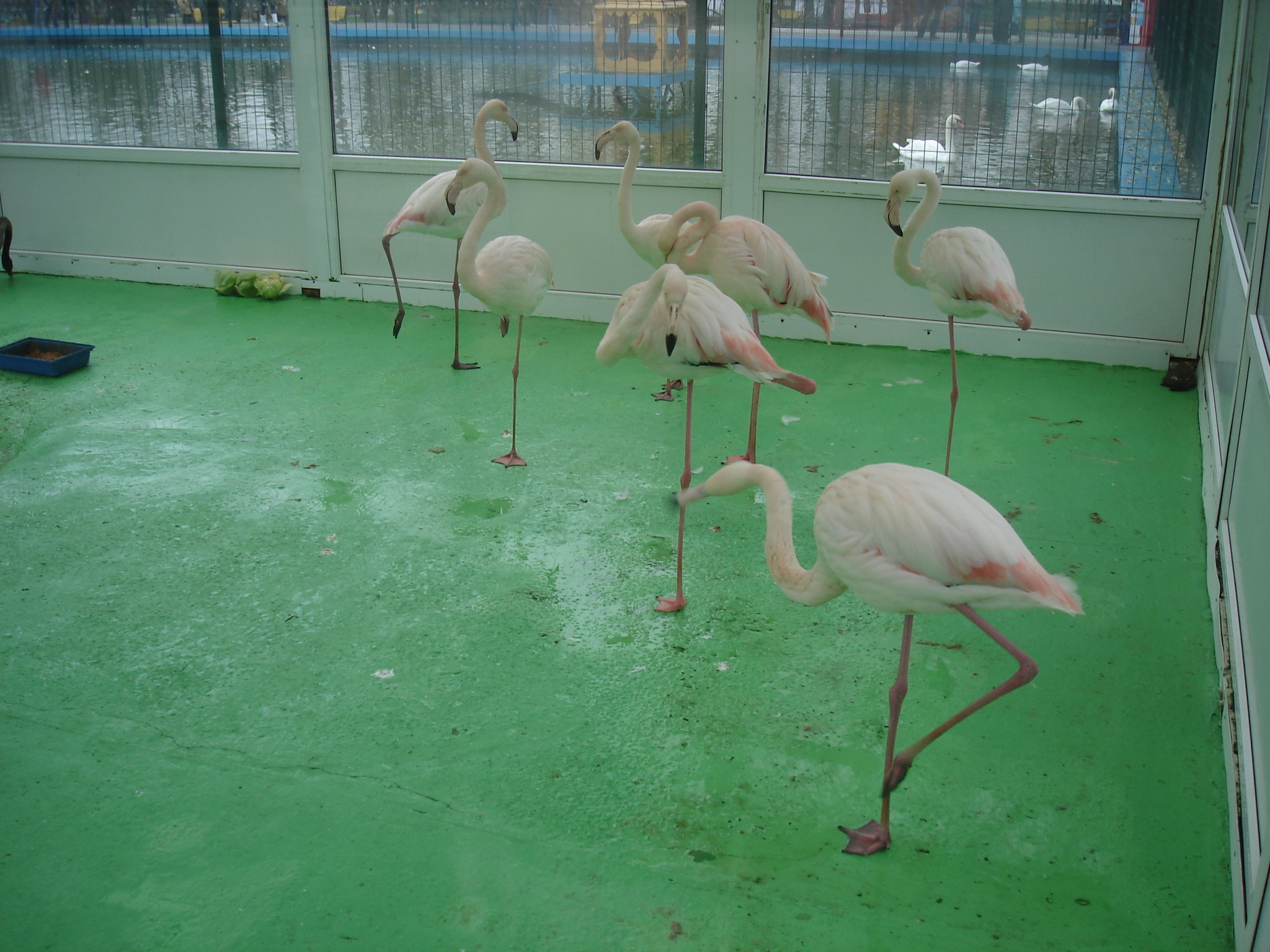
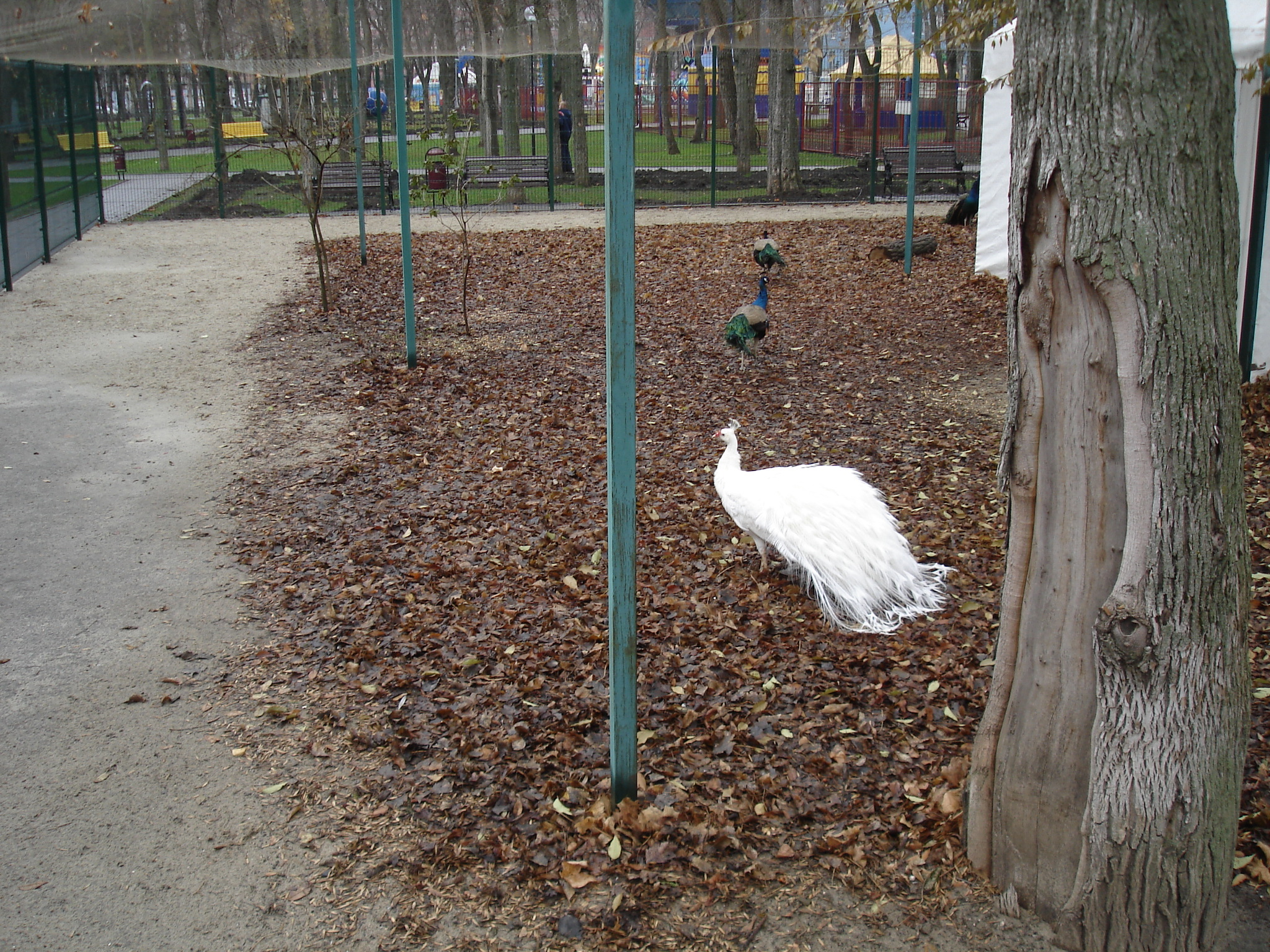
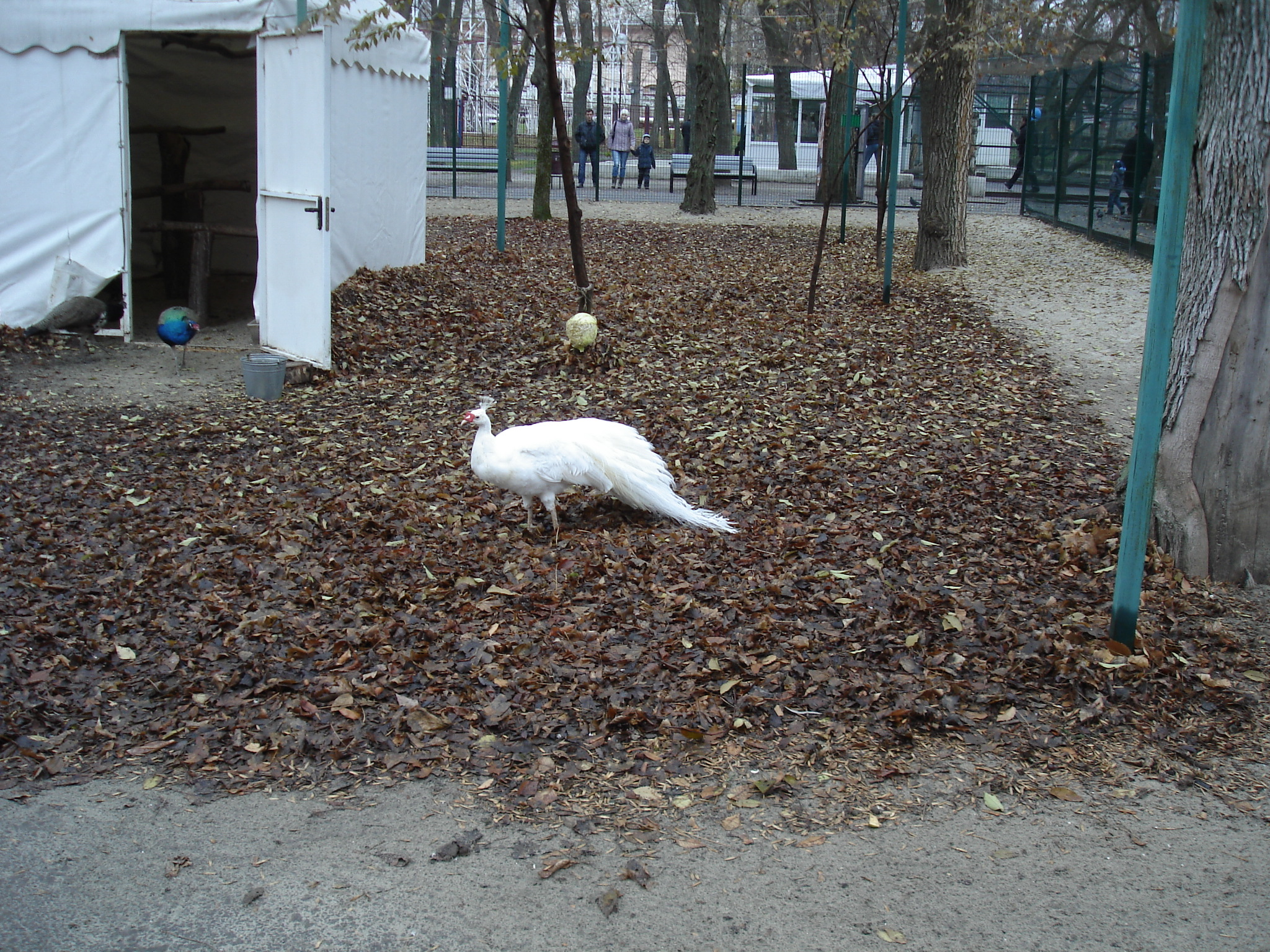